# Pierella pacifica
Pierella pacifica är en fjärilsart som beskrevs av Friedrich Wilhelm Niepelt 1924. Pierella pacifica ingår i släktet Pierella och familjen praktfjärilar. Inga underarter finns listade i Catalogue of Life.